# 艾吉永公爵埃马纽埃尔-阿尔芒·德·黎塞留

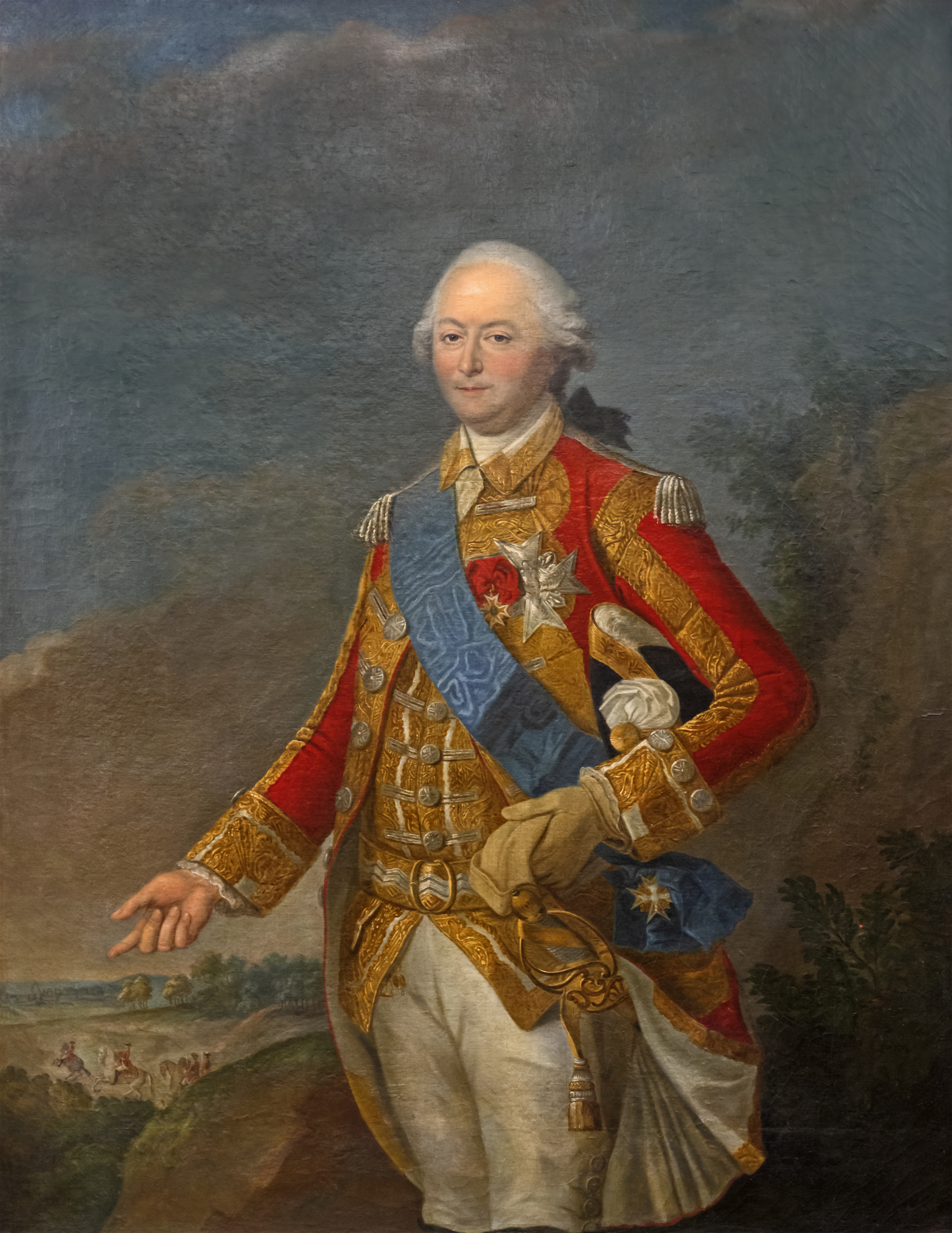
艾吉永公爵

埃马纽埃尔-阿尔芒·德维涅罗·迪普莱西·德·黎塞留，艾吉永公爵(法語：Emmanuel-Armand de Vignerot du Plessis de Richelieu, duc d'Aiguilon，1720年7月31日—1782年) 法国政治人物，黎塞留元帅的侄子。1750年继承在艾吉永的公爵领地，1753年任布列塔尼地方军事指挥官。
| 前任： 阿尔芒一世                   | 艾吉永公爵 1750-1782   | 繼任： 阿尔芒二世                                       |
| 前任： 路易·弗朗索瓦 (蒙泰纳尔侯爵) | 陆军大臣 1774.1.27-6.2 | 繼任： 路易·尼古拉·维克托·德·费利克斯·多利埃 (勒米伯爵) |